# Grândola, Vila Morena

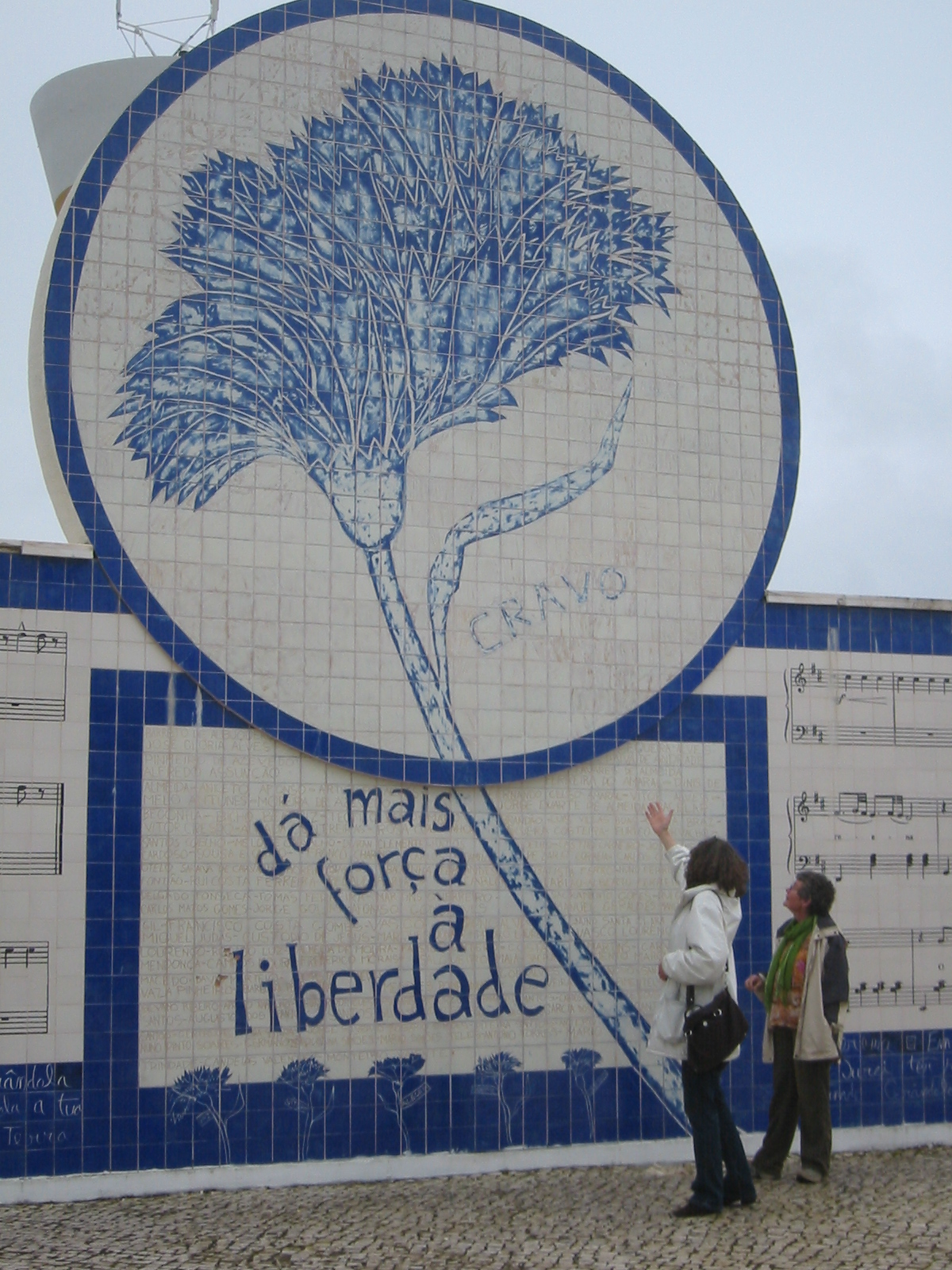
De melodie van het lied, geschreven op het monument 24 april 1974 van Bartolomeu dos Santos, in Grândola

Grândola, Vila Morena is een Portugees lied dat in 1964 is gecomponeerd door José Afonso (ook wel Zeca Afonso genoemd). Het beschrijft de verbondenheid van de bevolking van de stad Grândola, in het district Setúbal. Het lied zou bekend worden als het startsignaal voor de Anjerrevolutie.

## Ontstaan
Op 17 mei 1964 geeft José Afonso een optreden in Grândola ter gelegenheid van het 52-jarig bestaan van de Sociedade Musical Fraternidade Operária Grandolense (SMFOG) (Muziekvereniging Arbeidersbroederschap van Grândola). Tijdens zijn verblijf daar raakte hij onder de indruk van de sfeer van solidariteit en broederschap van deze vereniging. Geïnspireerd hierdoor schreef hij Grândola, Vila Morena. Het lied werd voor het eerst opgenomen in het najaar van 1971 in Frankrijk.
Grândola, Vila Morena werd voor het eerst in het openbaar gezongen door Zeca Afonso tijdens een concert van hem in Santiago de Compostela, de hoofdstad van Galicië op 10 mei 1972.

## Anjerrevolutie
Op 29 maart 1974 treedt José Afonso in het Coliseu in Lissabon op, samen met andere artiesten. De voorstelling wordt afgesloten met het lied Grândola, Vila Morena. In de zaal zijn onder meer soldaten aanwezig die later zouden deelnemen aan de Anjerrevolutie. Zij besluiten dit lied te kiezen als symbool voor de revolutie. Een maand later, op 25 april om tien voor half 1 in de morgen, klinkt het lied op de zender van Rádio Renascença. Dit is het afgesproken signaal waarmee de revolutie begint. Het signaal betekende voor ingewijden dat alle belangrijke posities waren ingenomen door revolutionairen, en voor de soldaten dat het moment was aangebroken om de kazernes te verlaten. Een eerder signaal was ongeveer twee uur eerder afgegeven via een andere radiozender. Dit was het lied E depois do adeus ("En na het afscheid"), de Portugese bijdrage aan het Eurovisiesongfestival 1974, gezongen door Paulo de Carvalho.

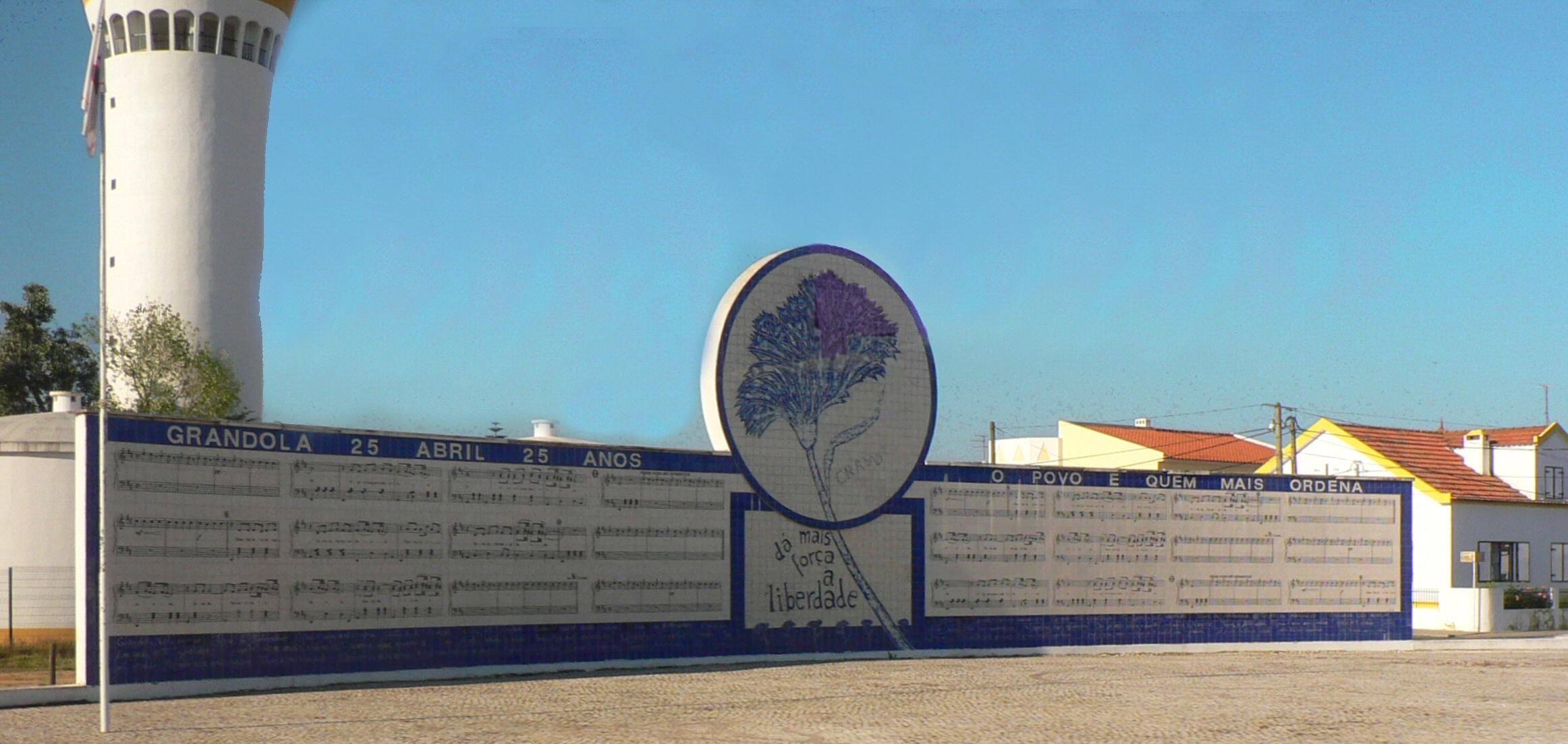
Het monument 24 april 1974 in Grândola